# Scorpaenopsis eschmeyeri
Scorpaenopsis eschmeyeri is een straalvinnige vissensoort uit de familie van schorpioenvissen (Scorpaenidae). De wetenschappelijke naam van de soort is voor het eerst geldig gepubliceerd in 2004 door Randall & Greenfield.